# Chatel-Chéhéry
 Chatel-Chéhéry  es una población y comuna francesa, en la región de Champaña-Ardenas, departamento de Ardenas, en el distrito de Vouziers y cantón de Grandpré.
También se utiliza la forma Châtel-Chéhéry.
Está integrada en la Communauté de communes de l'Argonne Ardennaise.

## Demografía
| 507 | 547 | 581 | 641 | 843 | 779 | 921 | 833 | lac. | lac. | 774 | 754 | 732 | 692 | 701 | 645 | 606 | 540 | 572 | 504 | 340 | 369 | 417 | 417 | 316 | 312 | 309 | 279 | 229 | 183 | 193 | 140 | 161 |
| Para los censos de 1962 a 1999 la población legal corresponde a la población sin duplicidades (Fuente: INSEE [Consultar]) |     |     |     |     |     |     |     |      |      |     |     |     |     |     |     |     |     |     |     |     |     |     |     |     |     |     |     |     |     |     |     |     |